# Wilfred Pelletier
Wilfred Pelletier o Baibomsey (Manitoulin, Ontario 1927-2000) fou un escriptor ottawa del Canadà establert als EUA, autor de Childhood in an indian village (1969), No foreign land: the biography of an American Indian (1973) i Le silence d'un cri (1985). Des del 1980 servia al Centre for Aboriginal Education, Research and Culture (CAERC) de la universitat de Carleton. El 1998 fou assessor en el film Grey Owl.